# Коген, Юрий Борисович
Ю́рий Бори́сович Коге́н (укр. Юрій Борисович Коген; 6 сентября 1937, Керчь, Крымская АССР — 3 июля 2022) — советский и украинский экономист, финансист, политический и общественный деятель. Народный депутат Украины II созыва. Активный участник караимского общественного движения. Почётный гражданин Бахчисарая.

## Биография
Родился 6 сентября 1937 года в Керчи в караимской семье. Родители — ветеран Великой Отечественной войны, кавалер Ордена Славы 3-й степени Борис Петрович Коген (1907—1962) и Анна Абрамовна Фарумда (1908—1980), медицинский работник. В 1941 году семья переехала в Феодосию, в 1944 — в Бахчисарай.

### Трудовая деятельность
В 1954 году окончил бахчисарайскую среднюю школу № 1, стал рабочим. Добровольцем поехал осваивать целину в Северном Казахстане. По окончании в 1958 году с отличием Петропавловского техникума механизации сельского хозяйства работал техником совхоза «Бурлюк» (с. Каштаны Бахчисарайского р-на). В 1962 году, находясь в рядах Советской армии, вступил в коммунистическую партию. С 1963 по 1968 год — старший экономист по сельскому хозяйству в Бахчисарайском райфинотделе. В 1970 году окончил Одесский институт народного хозяйства по специальности «финансы и кредит», куда поступил без экзаменов в 1965 году. С 1968 года работал на ПМК-60 в Бахчисарае, где в 1977—1990 годах был начальником. С 1989 по 1992 год — председатель Бахчисарайского горсовета. С 1992 года — начальник отдела контрольно-ревизионного управления Бахчисарайского района.

### Политическая деятельность
В 1994 году избран народным депутатом Верховной Рады Украины 2-го созыва по Бахчисарайскому избирательному округу № 36. Член Межрегиональной депутатской группы. В 1995 году по решению Президиума Верховной Рады вошёл в составы групп межпарламентских связей с Австралией, Италией и КНР. В том же году вошел в депутатскую следственную комиссию для проведения проверки фактора фальсификации отдельных положений Декрета Кабинета Министров Украины «О доверительных товариществах» и контроль за выполнением пункта 3 Постановления Верховной Рады Украины от 6.07.1995 года «О проекте Закона Украины о внесении изменений и дополнений в Декрет Кабмина Украины „О доверительных товариществах“». С 1994 по 1998 год был секретарём Комитета Верховной Рады Украины по вопросам прав человека, национальных меньшинств и межнациональных отношений. В 1998 году вновь баллотировался в народные депутаты ВР Украины 3-го созыва от Партии регионального возрождения Украины, но не набрал нужный процент голосов. C 2000 по 2006 год — член Совета представителей общественных организаций национальных меньшинств Украины. В 2002—2006 годах — помощник народного депутата Верховной Рады Украины 4-го созыва И. А. Франчука на общественных началах. В 2005 году баллотировался на пост городского головы Бахчисарая.

### Общественная деятельность
С 1992 по 1996 год — председатель Крымской ассоциации крымских караимов «Крымкарайлар», с 1996 по 2005 год — председатель Всеукраинской ассоциации «Крымкарайлар», далее — почётный председатель. По ходатайству Когена в 1997 году в 5-м микрорайоне Бахчисарая появились две улицы имени С. М. Шапшала и подпольщика А. М. Болека. В 2007 году решением Верховной Рады АРК вошёл в состав оргкомитета I Международного этнографического фестиваля «Караи собирают друзей», который проходил в Симферополе, Евпатории, Бахчисарае и на Чуфут-Кале.
Ходатайствовал о передаче здания бывшей бахчисарайской кенассы на баланс Бахчисарайского историко-культурного заповедника, что было осуществлено по решению Бахчисарайского горсовета в 2011 году.
В 2014 году стал соучредителем Общественной организации «Местная национально-культурная автономия крымских караимов «Карайлар» г. Бахчисарая». В 2017 году выступил одним из инициаторов установки мемориальной доски историку, археологу и краеведу М. Я. Чорефу (1932—1999) на доме в Бахчисарае, где он жил.
Умер 3 июля 2022 года.

## Награды и звания
Кавалер государственных наград СССР и Украины. Имеет медали «За доблестный труд», «Ветеран труда», Почётную грамоту Президента Украины «За добросовестный труд и значительный особенный вклад в развитие и укрепление Украинского государства» (2000), Почётную грамоту Президиума Верховной Рады Автономной Республики Крым (2011). Лауреат премии имени И. И. Казаса Крымского республиканского фонда культуры за вклад в развитие караимской культуры (1999).
Почётный гражданин Бахчисарая (1997).
В 2012 году награждён Почётной грамотой ЦК КПУ «за многолетнюю добросовестную работу, активную жизненную позицию и в связи с 50-летним пребыванием в рядах Коммунистической партии».